# Anacreon
Anacreon (tiếng Hy Lạp: Ἀνακρέων, 570 tr. CN – 478 tr. CN) là nhà thơ Hy Lạp cổ đại.

## Tiểu sử
Anacreon sinh ở Teos, Ionian vùng Tiểu Á. Sau khi người Ba Tư chiếm được Tiểu Á, Anacreon về vùng Abdera, sau đó đến đảo Samos. Theo truyền thuyết, Anacreon là thầy của vua độc tài Polycrates. Sau khi Polycrates chết, ông đến Athens trở thành nhà thơ của vua Hipparchus. Năm 514 tr. CN, sau khi Hipparchus bị giết chết, Ancreon lại phải rời khỏi Athens. Những năm tháng sau đó không mấy ai biết. Người đời chỉ biết rằng, ông thường được các bậc vua chúa mời đến đọc thơ, còn những năm tháng cuối đời ông trở về quê hương ở Teos hoặc Abdera. Anacreon mất khoảng năm 478 tr. CN. Về sau người Teos lấy hình của Anacreon in trên đồng tiền của mình, còn ở Athens bên cạnh tượng của Xanthippus có bức tượng một người say ngất ngây, người đời cho đấy là tượng của Anacreon.
Thơ của Anacreon còn lưu lại được qua ít ỏi, chủ yếu là phong cách của Anacreon qua thơ của các nhà thơ khác. Những mô-típ chính là rượu, tình yêu và một cuộc sống vui vẻ với những người đẹp – là những thứ mà từ cổ chí kim vẫn coi rằng đấy là phần thưởng của Tạo hóa ban cho con người sống ở cõi trần gian vốn đầy rẫy gian khó và nhọc nhằn. Về sau nhiều bài thơ của nhiều tác giả dân gian viết và gán cho đấy là thơ của Anacreon.

## Ảnh hưởng của thơ Anacreon
Thời Phục Hưng và Thế kỷ Ánh sáng ở châu Âu rất phổ biến những bài thơ mô phỏng theo Anacreon. Mô-típ của Anacreon được nhiều nhà thơ Pháp như Pierre de Ronsard, Pierre Jean de Beranger, Voltaire... Nhà thơ Ireland, Thomas Moore viết tập Thơ Anacreon, còn các nhà thơ Đức như Gotthold Ephraim Lessing, Johann Wolfgang von Goethe cũng viết nhiều bài thơ mô phỏng thơ của Anacreon.

## Một vài bài thơ của Anacreon
***
Tôi yêu mà có vẻ như không yêu
Khi ngẩn ngơ, khi hiểu biết mọi điều.
 
***
 
Kleobula, Kleobula, tôi yêu em
Bên Kleobula tôi nằm xuống cuồng điên
Bên Kleobula tôi cho đôi mắt uống.
 
***
 
Đừng ngạo mạn cười tôi
Rằng mái tóc đã bạc
Em say đắm tuyệt vời
Mắt ngó nhìn người khác.
 
***
 
Chén của tôi sao lại cạn thế này
Cô bán hàng hãy rót rượu vào đây
Chỉ màu rượu đỏ bừng như đôi má
Mang cho đời vẻ say đắm ngất ngây.
 
Tôi không phải người Skythae, không yêu
Kẻ khác say sưa, quậy phá đủ điều
Không, bên chén rượu đầy tôi sẽ hát
Rằng cuộc đời thật đáng sống, đáng yêu.
 
***
 
Tóc hơi thưa rồi tóc bạc
Trên mái đầu của tôi đây
Ngọn lửa đã tàn trong đôi mắt
Và những chiếc răng đã lung lay.
 
Đời đã ngọt ngào hoặc đã đắng cay
Chẳng qua chỉ ít ngày còn lại
Thời gian tôi Ngài đang tính từng ngày
Tôi sẽ về với người ta đang đợi.
 
Không còn sự hồi sinh từ chốn ấy
Nơi chìm trong quên lãng muôn đời
Cửa mở ra cho tất cả mọi người
Nhưng đã vào không còn quay trở lại.
Bản dịch của Nguyễn Viết Thắng
 
***
Tuổi uống rượu
Anakreon
Ta đây vẫn uống, dù tuổi đã cao
Chấp luôn trai trẻ, chẳng thua tẹo nào
Và ta nhảy múa - chuyện vặt trong nhà
Này Seilenos, mang rượu cho ta
Như mang ống đựng, cho thư đường xa!
 
Đưa ta cây gậy, ta chiến đấu nào
Hãy vì hạnh phúc, cảm hứng bay cao
Thôi nào, cậu bé! Mang rượu cho ta
Cốc tràn đầy ắp, rượu pha mật hoa!
 
Ta đây vẫn uống, dù tuổi đã cao
Chấp luôn trai trẻ, chẳng thua tẹo nào!
 Bản dịch của Diệp Phương Chi từ bản tiếng Đức